# Gaston Amblard
Pour les articles homonymes, voir Amblard.
Gaston Jean Léopold Amblard (né le 27 août 1923 - mort le 17 juin 2009) est un avocat honoraire au barreau de Paris français.

## Biographie
Fils de l'assureur Jean Amblard et d'Yvonne Bonneau, il étudie au lycées Périer et Saint Charles à Marseille, et rejoint la faculté de droit et de lettres de Paris puis l'Institut d’ethnologie. Il obtient un certificat d’aptitude à la profession d’avocat et devient avocat à la cour de Paris en 1948. 
Résistant dans le Vaucluse, il fait partie du groupe de résistance de René Char.
Il défend, en 1953 et 1955, à Niamey, des syndicalistes, Djibo Bakary, et Hima Dembélé. 
Il rejoint l'Association nationale des anciens combattants de la Résistance (ANACR) à partir de 1956.
Il milite pour la décolonisation dans les années 1960 aux côtés d'Henri Curiel. Sollicité en Algérie par l'épouse de Fernand Iveton, le parti communiste, dont il est membre, lui interdit de défendre celui-ci. Iveton est finalement guillotiné.

## Vie personnelle
Il habite aux Mureaux à partir de 1968 et se rapproche de Frédéric Dard et son épouse. Il a deux enfants avec Marlyse Simon : Martine, Yves qui épouse la fille de Pierre Roland-Lévy.

## Décoration
- Croix du combattant volontaire de la Résistance
- Chevalier de la légion d'honneur (1998)